# تپه دمه دشت
تپه دمه دشت مربوط به دوران‌های تاریخی پس از اسلام است و در شهرستان قزوین، بخش رودبار شهرستان، روستای هریان واقع شده و این اثر در تاریخ ۲۵ اسفند ۱۳۷۹ با شمارهٔ ثبت ۳۱۱۴ به‌عنوان یکی از آثار ملی ایران به ثبت رسیده است.